# Lightnin' Hopkins
Sam John Hopkins (Centerville (Texas), 15 maart 1912 - Houston (Texas), 30 januari 1982), beter bekend als Lightnin' Hopkins, was een Amerikaans countryblues-zanger, songwriter, componist en gitarist uit Houston in Texas. "Lightnin'" Hopkins ("Poor Lightnin'", zoals hij zichzelf graag noemde in de derde persoon), was een groot vernieuwer van de Texas blues. Hij wordt ook beschouwd als een van de pioniers van de elektrische gitaar, een instrument dat hij net als de akoestische gitaar op een heel eigen manier bespeelde. Ondanks het feit dat hij een echte huismus was en zich nooit ver buiten Houston begaf, zijn Hopkins' platen nu over de hele wereld bij bluesliefhebbers populair. Rolling Stone Magazine nam Hopkins als nummer 71 op in zijn lijst van de honderd beste gitaristen aller tijden.
Hopkins' discografie is nogal onoverzichtelijk omdat zijn muziek op meer dan 25 labels is uitgebracht. Hij tekende ook nooit contracten vanwege een diepgeworteld wantrouwen jegens "the white man"; liever liet hij zich per opgenomen song betalen. Dat leidde ertoe dat hij veel teksten bedacht op het moment van opnemen (zoals hij dat zelf noemde "air music") op bestaande melodieën. Hij veranderde zijn tekst bij iedere nieuwe uitvoering, nooit klonk een song identiek aan wat hij eerder liet horen.

## Discografie
- 1959 - Lightnin' Hopkins Strums the Blues (Score)
- 1959 - Lightnin' Hopkins (Folkways)
- 1959 - Lightnin' and the Blues (Herald)
- 1960 - Country Blues (Tradition Records)
- 1960 - Last Night Blues (Bluesville, samen met Sonny Terry)
- 1960 - Mojo Hand (Fire Records)
- 1960 - Lightnin'  (Bluesville)
- 1960 - Lightnin' In New York  (Candid Records)
- 1961 - Autobiography in Blues (Tradition)
- 1961 - Blues in My Bottle (Bluesville)
- 1962 - Walkin' This Road By Myself (Bluesville)
- 1962 - Lightnin' and Co. (Bluesville)
- 1962 - Lightnin' Strikes (Vee-Jay Records)
- 1963 - Blues Hoot (Vee-Jay Records; live optreden in The Ash Grove 1961 met Sonny Terry, Brownie McGhee en Big Joe Williams)
- 1963 - Smokes Like Lightnin'  (Bluesville)
- 1963 - Goin' Away (Bluesville)
- 1964 - Down Home Blues (Bluesville)
- 1965 - Hootin' the Blues (Bluesville)
- 1965 - Lightnin' Strikes (Tradition)
- 1965 - The Roots of Lightnin' Hopkins (Verve Folkways)
- 1966 - Soul Blues (Bluesville)
- 1967 - My Life in the Blues (Bluesville)
- 1967 - Original Folk Blues (Kent Records)
- 1967 - Lightnin'! (Arhoolie Records)
- 1968 - Freeform Patterns (International Artists)
- 1969 - California Mudslide (and Earthquake)
- 1991 - Swarthmore Concert Live, 1964
- 1991 - Sittin' in with Lightnin' Hopkins (Mainstream Records)
- 1991 - The Hopkins Bros. (Arhoolie Records, met zijn broers Joel en John Henry)
- 1992 - Lonesome Life (Home Cooking/Collectables)
- 1992 - It's a Sin to Be Rich (Gitanes Jazz Productions)
- 1993 - Mojo Hand: The Lightnin' Hopkins Anthology (Rhino Records)
- 1995 - Po' Lightning (Arhoolie Records)
- 1999 - The Very Best of Lightnin' Hopkins (Rhino Records)
- 2010 - His Blues (Ace Records)

## Films
- The Blues Accordin' to Lightnin' Hopkins (1969), onder regie van Les Blank en Skip Gerson (Flower Films & Video).
- The Sun's Gonna Shine (1969), onder regie van Les Blank en Skip Gerson (Flower Films & Video).
- Sounder (1972), onder regie van Martin Ritt. Hopkins zingt 'Jesus Will You Come By Here.'
- Sinds 2010 is een documentaire over Hopkins in productie bij Fastcut Films te Houston, met de titel 'Where Lightnin' Strikes.'

## Boeken
- Lightnin’ Hopkins: Blues Guitar Legend van Dan Bowden.
- Deep Down Hard Blues: Tribute to Lightnin van Sarah Ann West.
- Lightnin' Hopkins: His Life and Blues van Alan Govenar (Chicago Review Press).

- Bibsys: 90981340
- Biblioteca Nacional de España: XX1062152
- Bibliothèque nationale de France: cb138953198 (data)
- Gemeinsame Normdatei: 119401223
- International Standard Name Identifier: 0000 0001 1441 4501
- Library of Congress Control Number: n82234802
- MusicBrainz: d5c55b61-78b8-40c9-be1b-de7517c3aebb
- Nationale Bibliotheek van Tsjechië: js20051128005
- Nationale bibliotheek van Australië: 35672328
- Nationale Bibliotheek van Israël: 987007334878805171
- Nederlandse Thesaurus van Auteursnamen: 09796378X
- Réseau des bibliothèques de Suisse occidentale: 02-A006127749
- LIBRIS: 305863
- SNAC: w6x35j16
- Système universitaire de documentation: 161835775
- Trove: 1036260
- Virtual International Authority File: 34643441
- WorldCat: E39PBJvMycBPbwYxrTkDKMrcyd